# Bernard F. Dickmann
Pour les articles homonymes, voir Dickmann.
Bernard Francis Dickmann, né le 7 septembre 1888 à Saint-Louis et mort le 9 décembre 1971 à Collins, est le 34e maire de Saint-Louis.
Démocrate, il a administré la ville de 1933 à 1941, succédant à Victor J. Miller (en). Son propre successeur est William D. Becker (en).
Les deux mandats de Bernard F. Dickmann sont marqués par les effets de la Grande Dépression et la conception de ce qui deviendra le Jefferson National Expansion Memorial (Gateway Arch).